# Death In Vegas
Death In Vegas er en club/dance/electronica gruppe fra Storbritannien. Gruppen blev dannet i 1994.
| Musikgruppe | Spire Denne artikel om en britisk musikgruppe er en spire som bør udbygges. Du er velkommen til at hjælpe Wikipedia ved at udvide den. |